# Feedback (Band)
Feedback (Eigenschreibweise: FEEDBACK) ist eine deutsche Hard-Rock-Band. Ihr bekanntestes Mitglied war Abtprimas Notker Wolf, ehemaliger oberster Repräsentant des weltweiten Benediktinerordens. Die Songs von Feedback sind geprägt vom Blues- und Hard-Rock der 1970er und 1980er Jahre vermischt mit Elementen aktueller Rockmusik.

## Geschichte
Feedback wurde 1976 von Lorenz „Lolli“ Doppel (Bass) und Christian „Cheesy“ Ries (Gitarre) im Internat des Rhabanus-Maurus-Gymnasiums in Sankt Ottilien als Schülerband gegründet. Gemeinsam mit Helmut Gebele (Rhythmusgitarre) und Bernd „Bull“ Brauckmann (Schlagzeug) hatte die Gruppe 1978 ihren ersten Auftritt als „Black Power“ beim Hausmusiktag der Schule. Robert „Jeggi“ Jakob (Gesang, Keyboard und Synthesizer) und Hans-Ulrich „Sciff“ Ruf (Gesang, Harp) verstärkten die Band, die sich 1979 in „The Spectres“ umbenannte und am SMV-Tag und Faschingsball des Gymnasiums weitere Auftritte absolvierte. Das Liedrepertoire bestand überwiegend aus Eigenkompositionen wie LSD, He Is a Woman, Such a Band und Jany. 1980 verließ Robert Jakob die Schule und auch die Band.
1981 gab sich die Gruppe den aktuellen Bandnamen „Feedback“. In diesem Jahr kam mit Schulfreund Christof Hieber der aktuelle Schlagzeuger in die Band. Das Programm von Feedback war weiterhin geprägt von selbst komponierten Songs wie Nine years, Don't throw your life away und Black hills, enthielt aber auch zunehmend Coverversionen von Bands wie den Rolling Stones, Deep Purple, Status Quo und ZZ Top. Der erste öffentliche Auftritt von Feedback fand 1981 anlässlich eines „Tanz-Feschtles“ im Jugendzentrum St. Bernhard in Fürstenfeldbruck statt.
1982 legte ein Großteil der Bandmitglieder ihr Abitur ab. Nachfolgend verließen Hans-Ulrich Ruf und Helmut Gebele die Gruppe. Herbert „Cayt“ Göschl, ein Klassenkamerad von Christof Hieber, stieg als Sänger ein. Während des Grundwehrdienstes von Lorenz Doppel und Christian Ries probte die Band in der Funkkaserne München gemeinsam mit ihrem Kameraden Koni Wagner am Keyboard. Der wurde 1983 von Fritz Priemer ersetzt, in dessen Keller die Band künftig ihre Proben abhielt.
1989 erfolgte mit Peter Hoffmann die Umbesetzung zum aktuellen Keyboarder. Nach dem Ausscheiden von Frontmann Herbert Göschl übernahm 1992 Alexander „Bobl“ Mattler, bis dahin als Saxophonist, Perkussionist und Background-Sänger in der Band tätig, den Lead-Gesang bei Feedback.
1994 nahm Feedback ihr erstes Studioalbum Feedback auf. Das von Stefan Hiemer in Nürnberg produzierte Debüt enthält neun Eigenkompositionen.
Abtprimas Notker Wolf, der damals noch Erzabt des Klosters in St. Ottilien war, stieß 1991 zur Band. Damals fand in St. Ottilien eine Circus-Veranstaltung statt, bei der auch Feedback als ehemalige Schulband auftrat. Begeistert von diesem Konzert sprach Wolf die Musiker an und verabredete ein Treffen bei der nächsten Bandprobe. Dort erschien er mit seiner Querflöte und spielte mit der Band zu Locomotive Breath von Jethro Tull. In den folgenden Jahren studierte Feedback weitere Songs ein, bei denen Wolf auf seiner Querflöte mitwirkte. Später erlernte er bei seinem Bandkollegen Christian Ries erste Griffe auf der E-Gitarre. Seine zunächst noch seltenen Gastauftritte bei Live-Konzerten von Feedback in den 1990er Jahren fanden großen Zuspruch beim Publikum. Seit seinem Amtsantritt als Abtprimas in Rom im Jahr 2000 wirkte Wolf bei allen Auftritten von Feedback mit und erreichte mit seiner roten E-Gitarre als Markenzeichen bundesweit Bekanntheit als „der rockende Abt“.

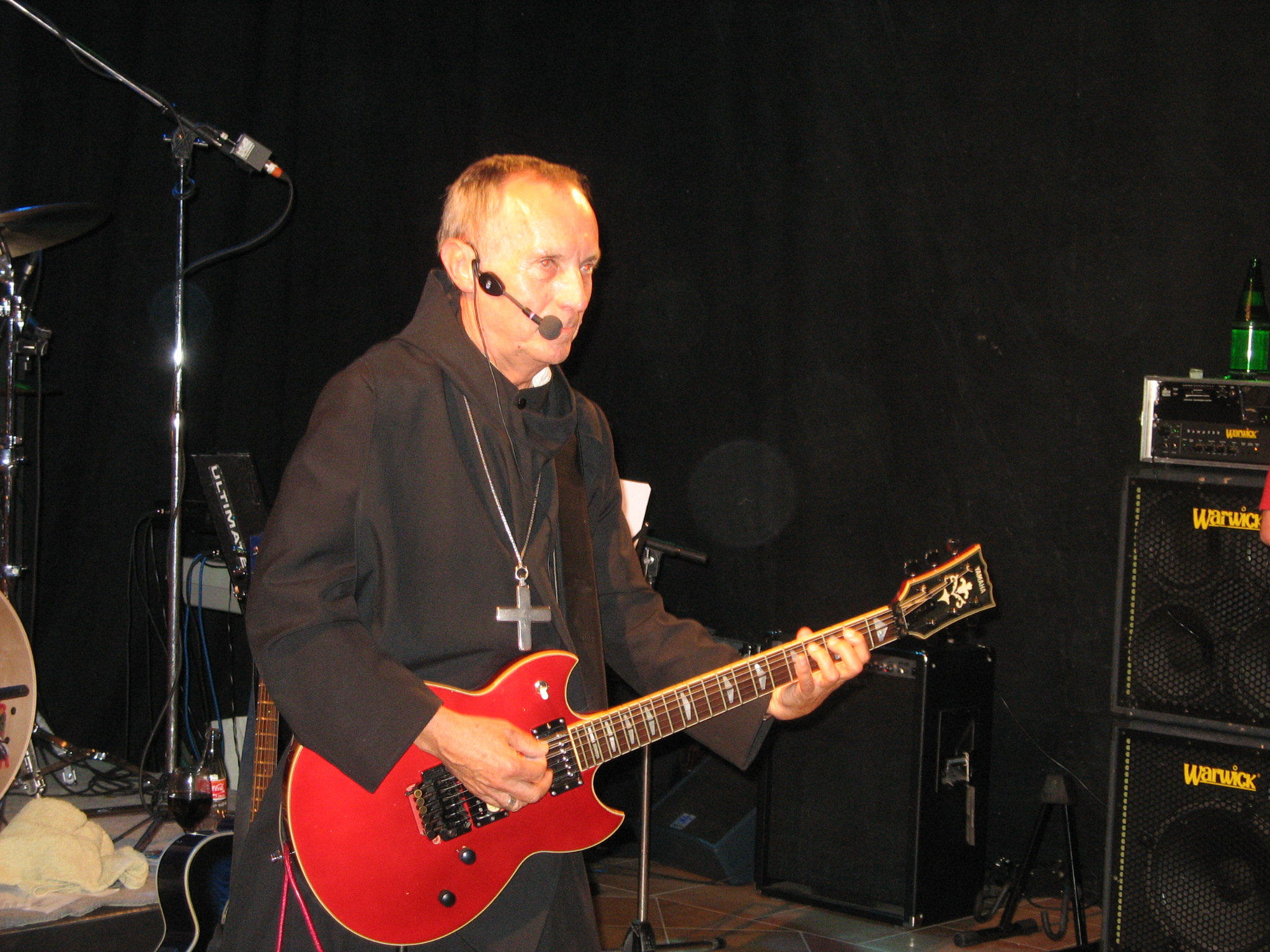
Abtprimas Notker Wolf an der E-Gitarre

1997 wurde Oliver Olschewski alias Jack Lower Leadsänger bei Feedback, nachdem Alexander Mattler die Band verlassen hatte. 2001 kam Feedback zu ihrem ersten Fernsehauftritt beim ZDF in Berlin als Mitwirkende der Musiksendung „Stunde der Stars“, die von Michael Schanze moderiert wurde.
2003 veröffentlichte Feedback ihr zweites Album Rock my soul, das in den Village-Recording Studios in Neufarn bei München aufgenommen und von Sebastian Thorer produziert wurde. Neben dem als Single promoteten Song My best friend finden sich neun weitere Eigenkompositionen auf der CD sowie eine Coverversion. Bei den Studioaufnahmen wirkte Tobias „Toby“ Nagy als Background-Sänger mit, der die Band seither bei Live-Konzerten verstärkt.
Es folgten weitere Fernsehauftritte. So spielte Feedback 2003 zwei ihrer Lieder live in der Sendung 3 nach 9 mit Abtprimas Wolf als Talkgast bei Giovanni di Lorenzo. Beim ORF in Wien trat die Band 2003 anlässlich einer Fernsehgala der Organisation Licht ins Dunkel und 2004 als Gäste in der Sendung Vera auf.
Die Veröffentlichung des Albums Rock my soul bescherte Feedback im nachfolgenden Jahren eine Vielzahl an Konzertauftritten in Deutschland und Österreich. Als Höhepunkt stand Feedback im August 2008 bei einem Open-Air-Konzert im Kloster Benediktbeuern als Vorgruppe von Deep Purple vor 5000 Zuschauern auf der Bühne. Notker Wolf wurde dazu eingeladen, den Song Smoke on the Water mit Deep Purple live auf der Bühne zu spielen, was bei Publikum und Medien große Aufmerksamkeit fand (z. B. Bericht in den ARD Tagesthemen).
Als im Dezember 2010 Oliver Olschewski Feedback verließ, arbeitete die Gruppe bereits an Liedern für ein neues Album. Im Januar 2011 kam mit Roland „Rogl“ Gläser der aktuelle Leadsänger in die Band; er war zuvor Frontmann der fränkischen Coverband „Big Chili“.
2012 veröffentlichte Feedback ihr drittes Album No Lies. Es enthält 12 Eigenkompositionen, aufgenommen und produziert von Corni Bartels in den Münchener Weltraumstudios. Das aufwändig gestaltete Album ist musikalisch wie auch textlich das bisher anspruchsvollste Werk der Band. Neben klassischen Rocksongs wie Rock ’n’ Roll is king und einfühlsamen Balladen wie Perfect girl enthält es Lieder, die ernste Themen ansprechen, wie den Missbrauch von Kindern in Devil’s paradise, die Gefahren des Alkoholkonsums in Help me und fanatischen Fundamentalismus in Rock the border.
2013 stieß Ramon Gläser zur Band. Er ersetzte Christof Hieber am Schlagzeug.

## Diskografie
Studioalben
- 1994: Feedback
- 2003: Rock My Soul (Rebeat / Point Music)
- 2012: No Lies (Transformer / Membran)